# Eino Seppälä
Eino Seppälä (né le 11 novembre 1896 à Virolahti et décédé le 4 avril 1968 à Imatra) est un athlète finlandais spécialiste du 3 000 mètres et du 5 000 mètres. Affilié au Virolahden Sampo, il mesurait 1,77 m pour 65 kg.

## Biographie

### Palmarès
| Date | Compétition           | Lieu  | Résultat | Épreuve            | Performance   |
| ---- | --------------------- | ----- | -------- | ------------------ | ------------- |
| 1924 | Jeux olympiques d'été | Paris | 5e       | 5 000 mètres       | 15 min 18 s 4 |
| 1924 | Jeux olympiques d'été | Paris | 1er      | 3 000 m par équipe | 8 pts         |

### Records
| Épreuve      | Performance   | Lieu | Date |
| ------------ | ------------- | ---- | ---- |
| 3 000 mètres | 8 min 46 s 0  |      | 1928 |
| 5 000 mètres | 15 min 10 s 5 |      | 1928 |